# Fatty cabotin
Pour plus de détails, voir Fiche technique et Distribution.
Fatty cabotin  (titre original : Back Stage) est une comédie burlesque américaine réalisée par Roscoe Arbuckle, sortie le 7 septembre 1919.

## Synopsis
Dans les coulisses d’un music-hall, les trois compères (Fatty, Buster et Al St. John) sont machinistes. Ils s’affairent, montent et démontent les décors, accueillent les artistes et les placent dans leurs loges.
Mais au moment de passer en scène, ces derniers se mettent en grève et nos amis n’auront plus qu’à les remplacer au pied levé...

## Fiche technique
- Titre original : Back Stage
- Titre français : Fatty cabotin
- Réalisation : Roscoe Arbuckle
- Scénario : Jean C. Havez
- Photographie : Elgin Lessley
- Producteur : Joseph M. Schenck
- Société de production : Comique Film Corporation
- Société de distribution : Paramount Pictures
- Pays de production :  États-Unis
- Langue : film muet avec les intertitres en anglais
- Métrage : 600 mètres (2 bobines)
- Format : Noir et blanc — 35 mm — 1,33:1 — Muet
- Genre : Comédie, Film burlesque
- Durée : 26 minutes
- Dates de sortie :
  - États-Unis : 7 septembre 1919
  - France : 14 avril 1922[1]

## Distribution
- Roscoe Arbuckle : Fatty machiniste
- Buster Keaton : machiniste
- Al St. John : machiniste
- Molly Malone : l’assistante de l’homme fort
- Charles A. Post : M. Knock Out, l'homme fort
- Jack Coogan Sr : le danseur efféminé
- Alice Lake : une danseuse

## Autour du film
- Fatty cabotin est l'un des derniers de la série des Fatty et, à ce titre, il est plus abouti que ceux de la période Mack Sennett. L’histoire n’est plus un prétexte calqué sur l’enchaînement des gags mais un véritable scénario. Les gags participent à la fluidité du récit et trouvent naturellement leur place dans une écriture visuelle qui n’a plus recours à la simple répétition, au trait forcé ou à la bouffonnerie.
- Quelques mois plus tard le trio va éclater. Roscoe Arbuckle va tenter le « grand » cinéma, Al St. John enchaîner les seconds rôles et Buster Keaton voler de ses propres ailes.
- Ceux qui doutent encore du lien entre le cinéma d’Arbuckle et celui de Keaton devrait regarder ce petit bijou injustement tombé dans l’oubli. Il représente l’aboutissement du travail du premier et le terreau sur lequel le second bâtira sa légende.
- Il est remarquable de trouver dans cette petite comédie burlesque tous les nombreux gags que Keaton développera plus tard. On y voit notamment un pan de mur tomber sur Fatty, celui-ci restant indemne car placé exactement à l’emplacement d’une fenêtre. Il l’utilisera dans La Maison démontable (One Week), son premier court-métrage en solo, mais surtout dans Cadet d'eau douce (Steamboat Bill Jr.), près de 10 ans plus tard, et restera comme le gag le plus célèbre de Buster Keaton.
- L’acteur Jack Coogan Sr. jouant le danseur contorsionniste doit son qualificatif de « Senior » au fait qu’il était le père de Jackie Coogan, premier enfant star, célèbre pour avoir joué dans le film de Charlie Chaplin, Le Kid.